# Буличев Анатолій Євгенович
Анато́лій Євге́нович Бу́личев (* 1958) — заслужений художник України (2018); член НСХУ (2003).

## Життєпис
Народився 1958 року в місті Черняховськ Калінінградської області, РФ. Закінчив Львівський інститут прикладного та декоративного мистецтва (1980; викладачі Д. Довбошинський, В. Овсійчук, М. Курилич, Д. Крвавич). Працював у Львівському філіалі інституту «Укрдіпромеблі»; від 1982 року — художником на художньо-оформлювальному комбінаті. В 1986—2001 роках — на художньо-виробничому комбінаті; 2001—2005 роки — на творчій роботі. Від 2005 року — у Львівській академії мистецтв. 2005—2010 роки — викладач кафедри реставрації творів мистецтва. Від 2010 року — викладач кафедри академічного живопису (від 2016-го — старший викладач).
Основна галузь творчості — станковий та монументальний живопис. В 1987—1994 роках брав участь у створенні стаціонарної експозиції Національного музею етнографії та природничої історії «Природа. Людина. Культура» (Кишинів). Виконав графічний цикл «Стародавня Молдова» (1987), діорамний і станковий живопис — «Ландшафт Кодр з елементами землекористування та етнографії» (1988—1989), «Ландшафт палеозойської ери» (1989), «Ландшафт четвертинного періоду» (1993) й об'ємно-просторові композиції (вітрини).
Автор пейзажів, портретів і натюрмортів. Учасник обласних, всеукраїнських, міжнародних мистецьких виставок від 1976 року. Персональні виставки відбулися у Львові (1988, 2002, 2007—2008, 2014, 2018 роки). Його твори зберігаються в Національному музеї етнографії та природничої історії «Природа. Людина. Культура».
Серед робіт:
- «Бабуся О. Гусєва» (1984)
- «Вечірній натюрморт (складний діалог)» (1986)
- «Пам'ять» (1991), «Батько» (2000)
- «Карпати. Чорногора. Вид з Говерли» (2001)
- «Карпати. Центральні Горгани. Вид з хребта Менчул на гори Мала Сивуля, Велика Сивуля, Лопушна» (2001)
- «Карпати. Свидовець. Вид з гори Стара на гори Велика Близниця та Мала Близниця» (2002)
- «Після дощу. Селище Вишків» (2002)
- «Карпати. Сколівські Бескиди. Вид з гори Парашка на хребет Парашка» (2003)
- «Карпати. Свидовець. Вид з підніжжя гори Терентин» (2003)
- «Надвечір'я. Околиця селища Вишків» (2003)
- «Осінь в селищі Гриньків» (2004)
- «Львів. Вулиця Підвальна. Зима» (2006)
- «Карпати. Центральні Горгани. Гора Середня» (2010)
- «Осінь» (2011),
- «Церква Вознесіння Господнього» (2012),
- «Ромашки та яблука» (2015),
- «Львів. Порохова вежа» (обидва — 2015),
- «Осінній мотив» (2016),
- «Розмова» (2018),
- «Смак кави» (2019),
- «Час» (2020),
- «Пасха» (2021),
- «Натюрморт з метеликами» (2021);
- цикли «Рельєфи Карпат» (1995),
- «Високогір'я» (1995),
- «Карпатські доли» (від 2002),
- «Вуличками міста Лева» (від 2006),
- «Храми міста Львова» (від 2010).

## Нагороди і відзнаки
- Заслужений художник України[2]
- Диплом Міністерства культури Молдови (1994)
- Обласна премія імені І. Труша (2013).